# Janaul
Janaul (in baschiro Janauyl) è una città della Russia europea orientale (Repubblica Autonoma della Baschiria).
Sorge sul fiume Janaul'ka, 230 km a nord della capitale Ufa, presso il confine settentrionale della repubblica.
Sul sito dell'odierna città è attestato un insediamento fin dalla prima metà del XVIII secolo; nel 1912-16, durante la costruzione della ferrovia Kazan'-Ekaterinburg, vi venne eretta la stazione di Janaul. Janaul ottenne nel 1938 lo status di insediamento operaio (rabočij posëlok), mentre nel 1991 ottenne lo status di città.
La città è il capoluogo amministrativo del rajon Janaul'skij.